# Motional Feedback
Motional Feedback (MFB) ist eine Rückkopplungskontrolle (oder ein Beschleunigungsgegenkopplungs-Prinzip) eines Hi-Fi-Lautsprechers, die unter anderem in den frühen 1970er-Jahren von Philips weiterentwickelt wurde. Wer ursprünglich MFB erfand, lässt sich heute nicht mehr nachvollziehen. Das erste Patent dafür meldete am 1. Januar 1933 eine Person namens Smythe an.
Ein Beschleunigungsmesser, u. a. in Tieftönern, ermöglicht die Anpassung der tatsächlichen Membranbewegung an das gewünschte Audiosignal. Dadurch können sehr niedrige Frequenzen durch verhältnismäßig kleine Schallwandler erzeugt werden. Auch werden evtl. auftretende Verzerrungen, die durch das Gehäuse oder den Tieftöner selbst entstehen, abgefangen und kompensiert.
Da diese Lautsprecher (meistens in den Niederlanden) von Hand gefertigt wurden und so die Produktionskosten recht hoch waren, konnten sie sich auf dem Markt nicht durchsetzen, als in den 1980er-Jahren billigere Heimelektronik beliebter wurde. Im deutschsprachigen Raum werden heute ähnliche Systeme mit Beschleunigungsmesser in den komplett geregelten Lautsprechern der Firmen Backes&Müller, Silbersand und Schanks Audio angewendet.
Ein „Servo System“ für aktiv betriebene Bass-Chassis bauen inzwischen auch Velodyne, Linn und meroVinger Audio: Die Chassis haben ein Accelerometer, das die Membranbewegungen misst, die mit dem Eingangssignal verglichen werden, was durch Korrekturschaltungen zu besser kontrollierten Chassis-Bewegungen führt. Laut Firmenangaben von Linn kann dadurch ein praktisch linearer Frequenzgang ab 19 Hz erreicht werden.